# Battaglia di Aslanduz
La battaglia di Aslanduz ebbe luogo tra il 31 ottobre e il 1º novembre 1812 durante la guerra russo-persiana del 1804-1813.

## Contesto
Nel marzo 1812, l'ambasciatore britannico in Persia firmò un trattato di pace, secondo il quale il Regno Unito diveniva nei fatti alleato della Persia. Nello stesso anno le truppe di Napoleone invasero l'Impero russo, che conseguentemente cercò di fare pace con la Persia. Durante i negoziati le parti non riuscirono però a trovare un accordo comune.

## La battaglia
Lo shah Fath Ali Shah attestò le sue forze, guidate dai suoi due eredi Abbas Mirza e Dowlatshah, ad Aslanduz. Le forze russe al comando del maggior generale Pëtr Stepanovič Kotljarevskji lanciarono un attacco notturno a sorpresa e sbaragliarono i persiani, che stavano ancora dormendo. Kotljarevskji si mosse poi rapidamente per assediare Lankaran, che espugnò nel gennaio 1813, ponendo fine a qualsiasi speranza persiana di continuare la guerra.
Le perdite persiane furono di circa 2 000 morti e 500 prigionieri. I russi persero 38 uomini ed ebbero 99 feriti. Tra i caduti ci fu Charles Christie, un ufficiale britannico al servizio della Persia.